# Abbazia di San Michele Arcangelo (Montescaglioso)
L'abbazia benedettina di San Michele Arcangelo è sita presso Montescaglioso, cittadina in provincia di Matera.

## Storia

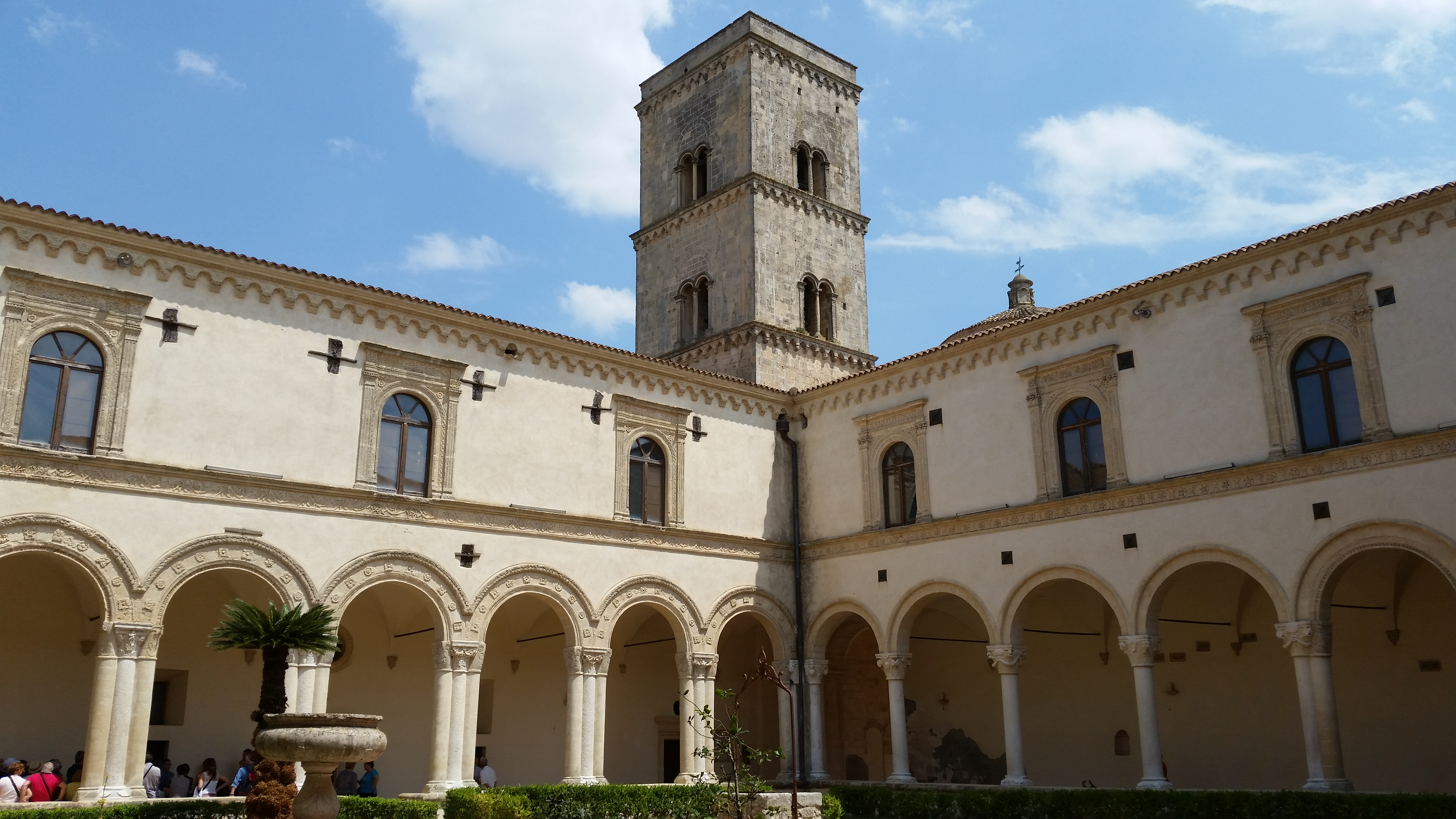
Vista primo Cortile dell'Abbazia.

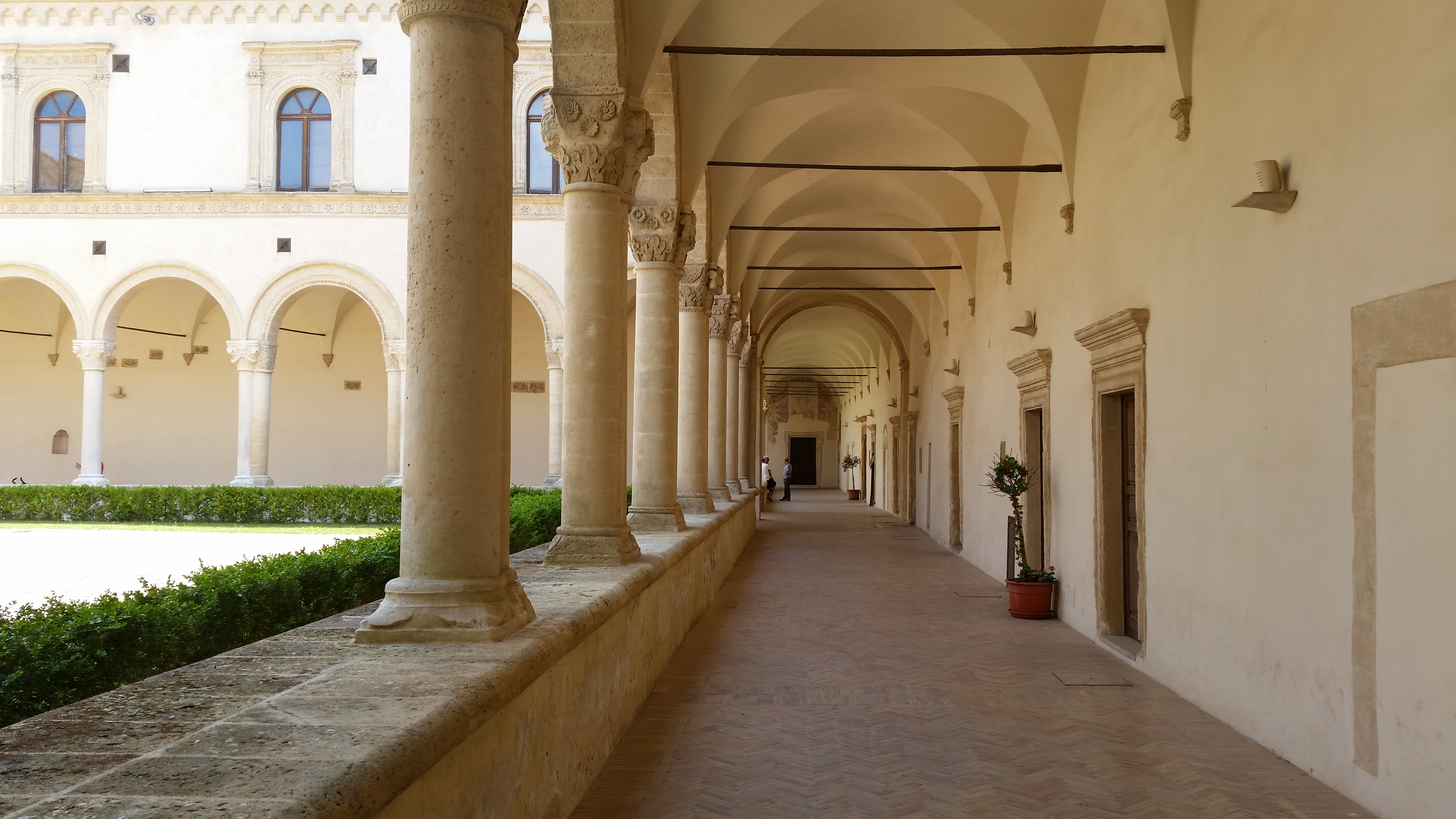
Chiostro

La grande e maestosa mole del Cenobio che ancora oggi si impone all'ammirazione per i suoi pregi architettonici, esisteva già nel 1078, ma non si conosce con precisione l'effettiva data di inizio della costruzione (si ipotizza nel 400).
Si sa per certo che Umfredo d'Altavilla, figlio di Tancredi d'Altavilla, fece delle donazioni di terre al convento fino al 1095. Alla morte di Umfredo i Monaci, le cui condizioni di vita erano assai misere, chiesero altre donazioni a Rodolfo, figlio di Umfredo nel 1097 e nel 1099.
La vedova di Rodolfo, la contessa Emma, col figlio Ruggiero, continuò le donazioni elargite dai familiari. In seguito la stessa Emma si impegnò per ampliare la chiesa del convento. Allo stesso tempo molte altre donazioni arrivavano da altri benefattori, che seguivano l'esempio di Emma.
Non mancò neanche l'interessamento del papa Alessandro III, che pose sotto la sua protezione i monaci di Montescaglioso.
Si ebbe così un lungo periodo di fioritura fino al XV secolo quando iniziò il declino dell'Abbazia causato dalle continue guerre.
Nel 1484 Baldassare del Balzo ebbe l'incarico da papa Sisto IV di mettere le cose in ordine, ma non ci riuscì. 
Successivamente a tale ardua impresa si cimentò poi Pirro del Balzo, conte di Montescaglioso, obbligando i pochi monaci rimasti a lasciare l'Abbazia, poi ripopolata con i monaci della Congregazione di Santa Giustina da Padova.
Il 5 agosto 1910 agli arcivescovi di Acerenza e Matera fu concesso di aggiungere il titolo di abati di Sant'Angelo di Montescaglioso. Dal 1954 questo titolo sarà appannaggio dei soli arcivescovi di Matera.

## Architettura
L'abbazia, risalente al XII secolo, è dedicata a san Michele Arcangelo. L'immenso portale della chiesa e quelli del monastero sono stati realizzati da Altobello ed Aurelio Persio. Il campanile, di stile normanno, presenta due bifore per ogni lato, ed a fianco il tiburio cilindrico con sovrapposta lanterna. Nel pronao ci sono resti dell'antica costruzione. Fu trasformata a partire dal 1590: le navate laterali diventarono quattro cappelle per lato. Presenta una cupola cilindrica completata nel 1650 e soffitti a botte. 
Sulle pareti stanno emergendo affreschi del Seicento della scuola del Donadio. Il coro ligneo e il maestoso altare maggiore in marmo, che un tempo adornavano la chiesa, ora si trovano rispettivamente nella chiesa del Gesù a Lecce e nella cattedrale di Matera.

## Informazioni
Proprietà fino al 1806
| anno | Chiese possedute | Terreni (in ha) |
| 1099 | 14               | 12000           |
| 1220 | 34               | 38000           |
| 1650 | 18               | 25000           |
| 1806 | 2                | 0               |

Libri
| anno | anno                    |
| 1099 | 1802 manoscritti        |
| 1220 | 1540 manoscritti        |
| 1650 | 7850 codici incunaboli  |
| 1806 | 16320 codici incunaboli |

Pergamene per atti di proprietà, donazioni e giurisdizioni false.
| anno | numero |
| 1099 | 4500   |
| 1220 | 5300   |
| 1650 | 7950   |
| 1806 | 1200   |

Personale
| anno | Monaci (numero) | Novizi, oblati e servi (numero) |
| 1099 | 16              | 49                              |
| 1220 | 18              | 60                              |
| 1650 | 38              | 110                             |
| 1806 | 14              | 42                              |

Quadreria
| anno | numero quadri |
| 1099 | 72            |
| 1220 | 144           |
| 1650 | 338           |
| 1806 | 81            |

Animali
| anno | numero quadri |
| 1099 | 72            |
| 1220 | 144           |
| 1650 | 338           |
| 1806 | 81            |

Città di provenienza abati:
- Napoli, Montecassino, Aversa, Firenze, Roma, Subiaco, Arezzo, Siena, Gubbio, Rimini, Modena, Padova, Palermo, Catania, Messina, Andria, Brindisi, Perugia, Venezia, Verona, Genova, Ragusa di Dalmazia

## Galleria d'immagini

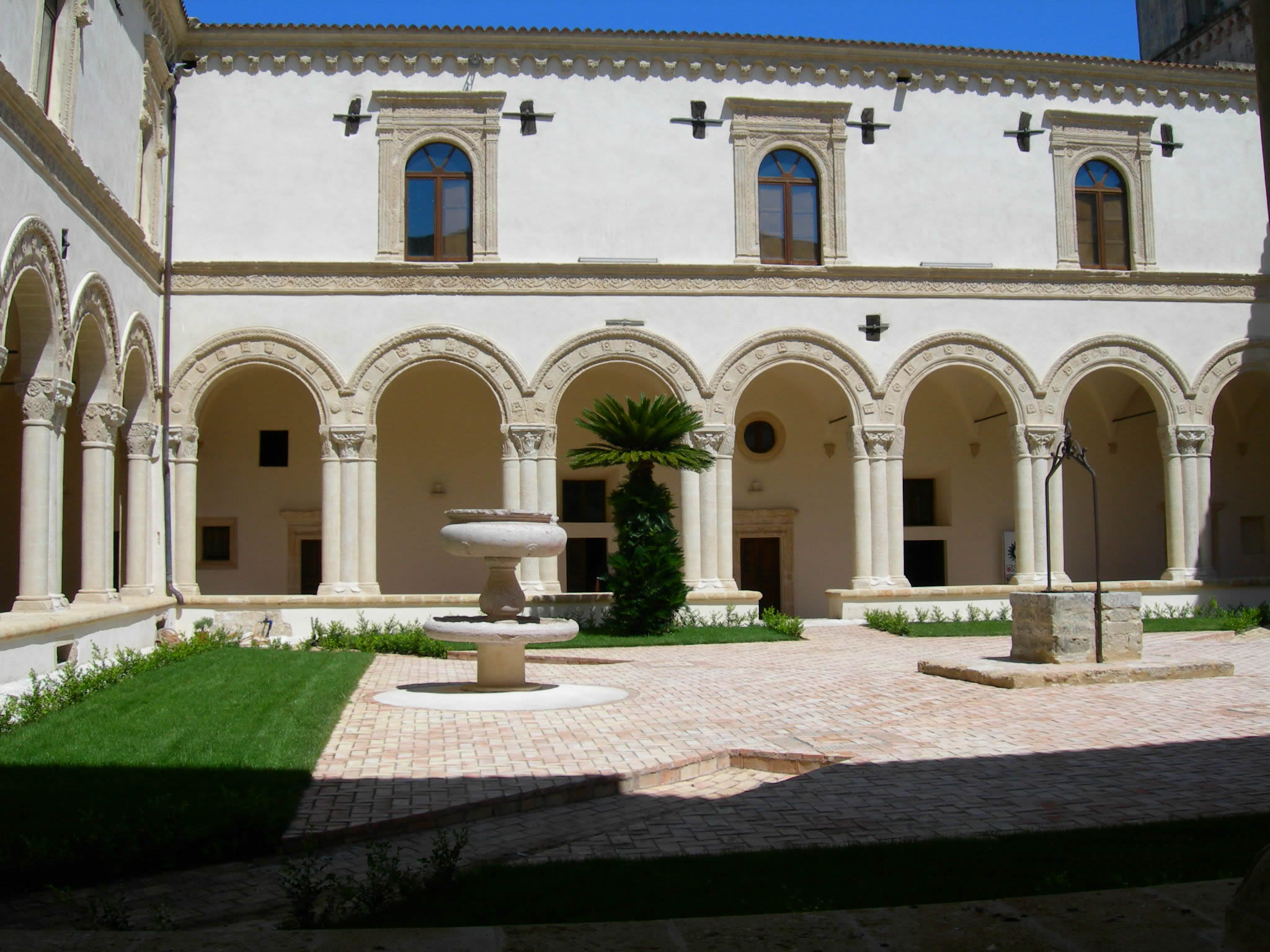
Cortile del primo chiostro
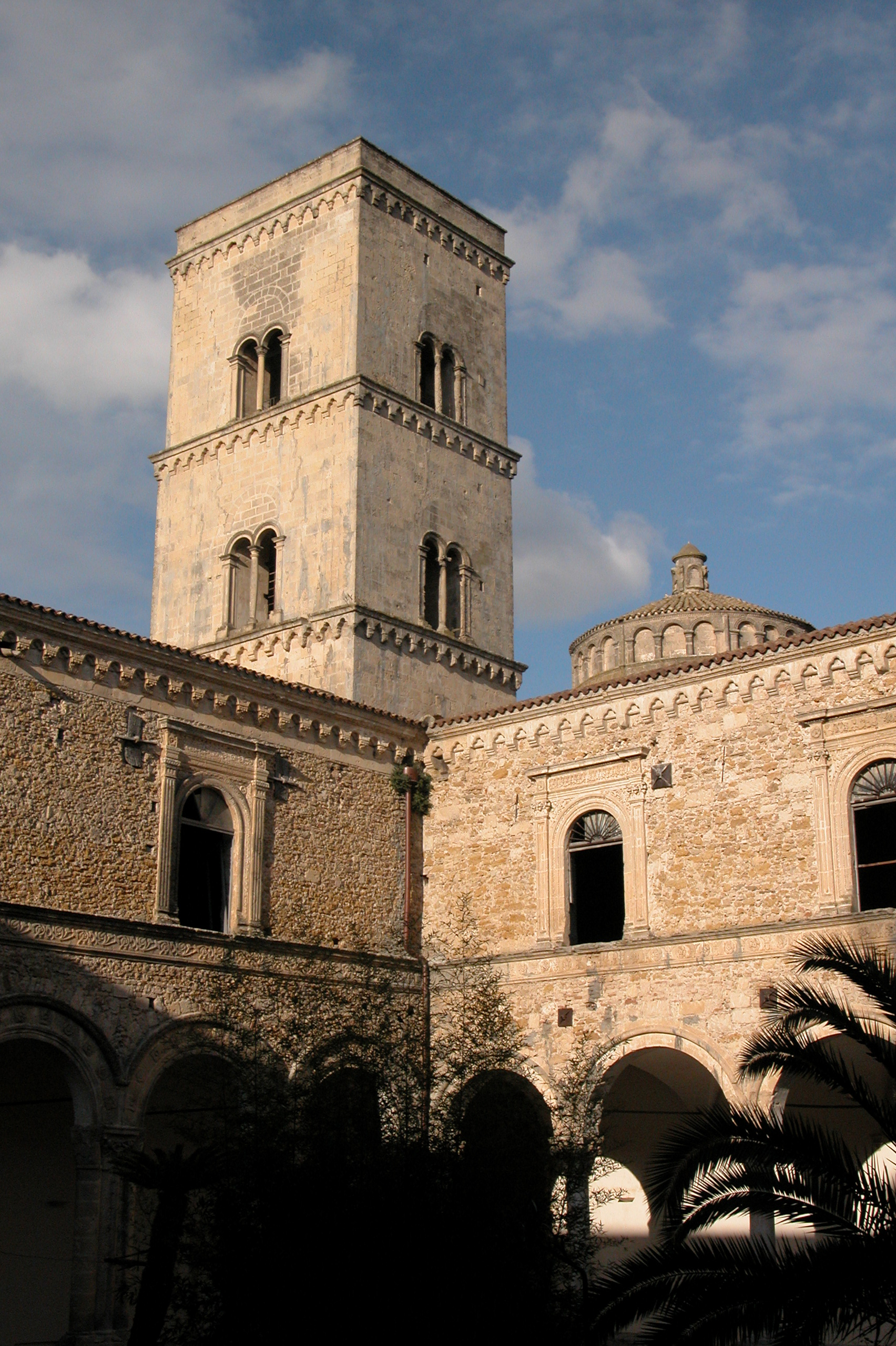
Il Chiostro
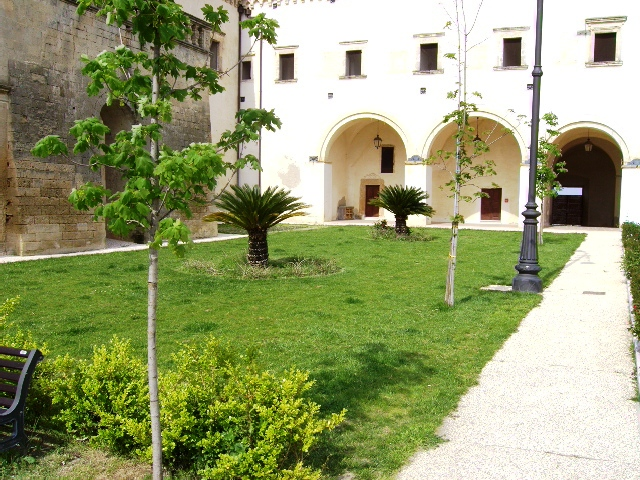
Giardino esterno all'Abbazia
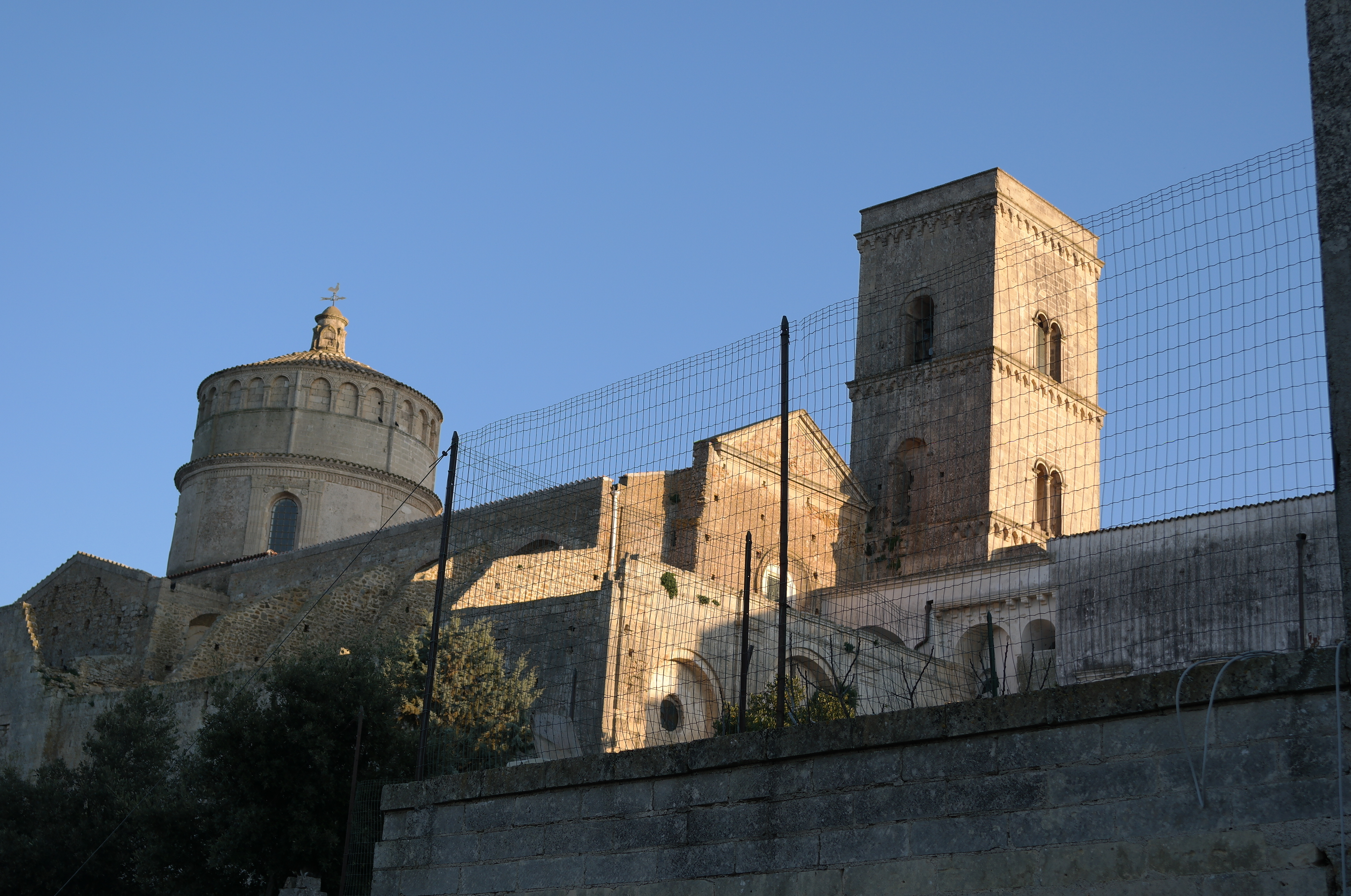
Chiesa dell'Abbazia
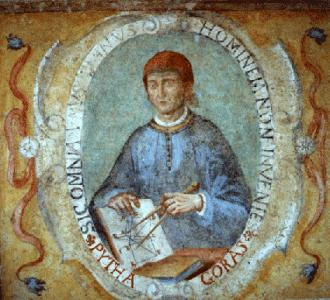
Affresco Pitagora - Abbazia
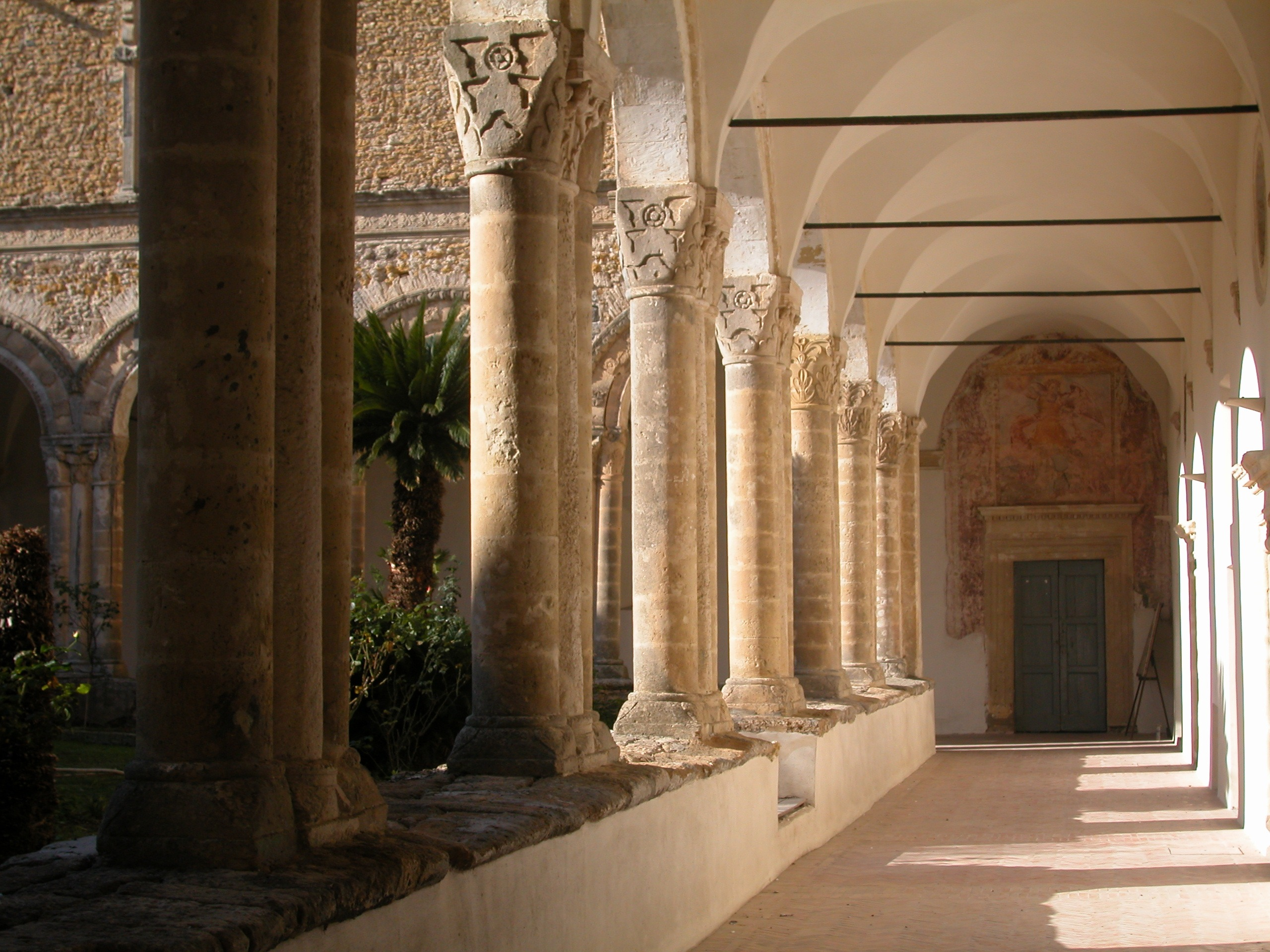
Portico primo chiostro
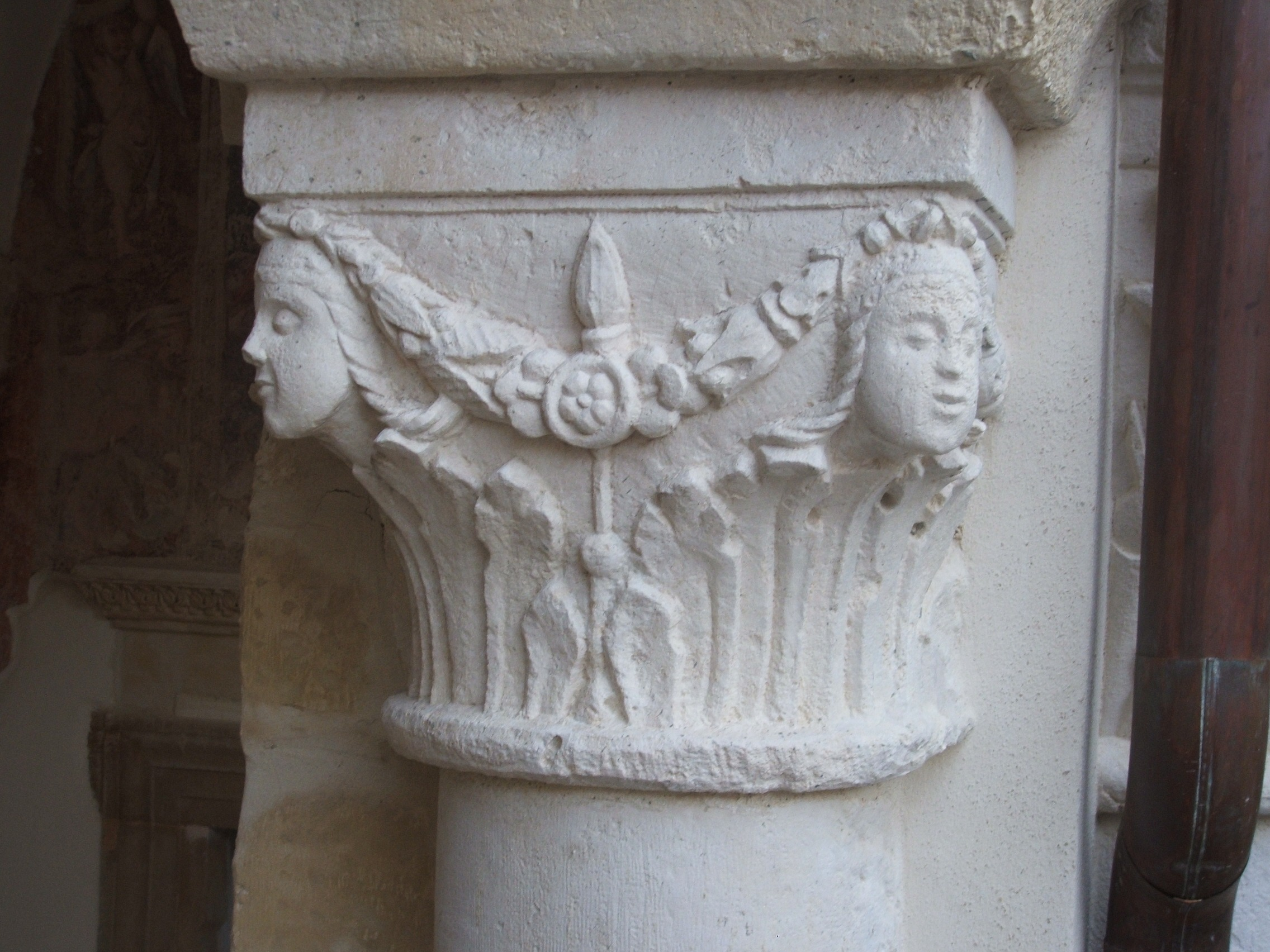
Capitello
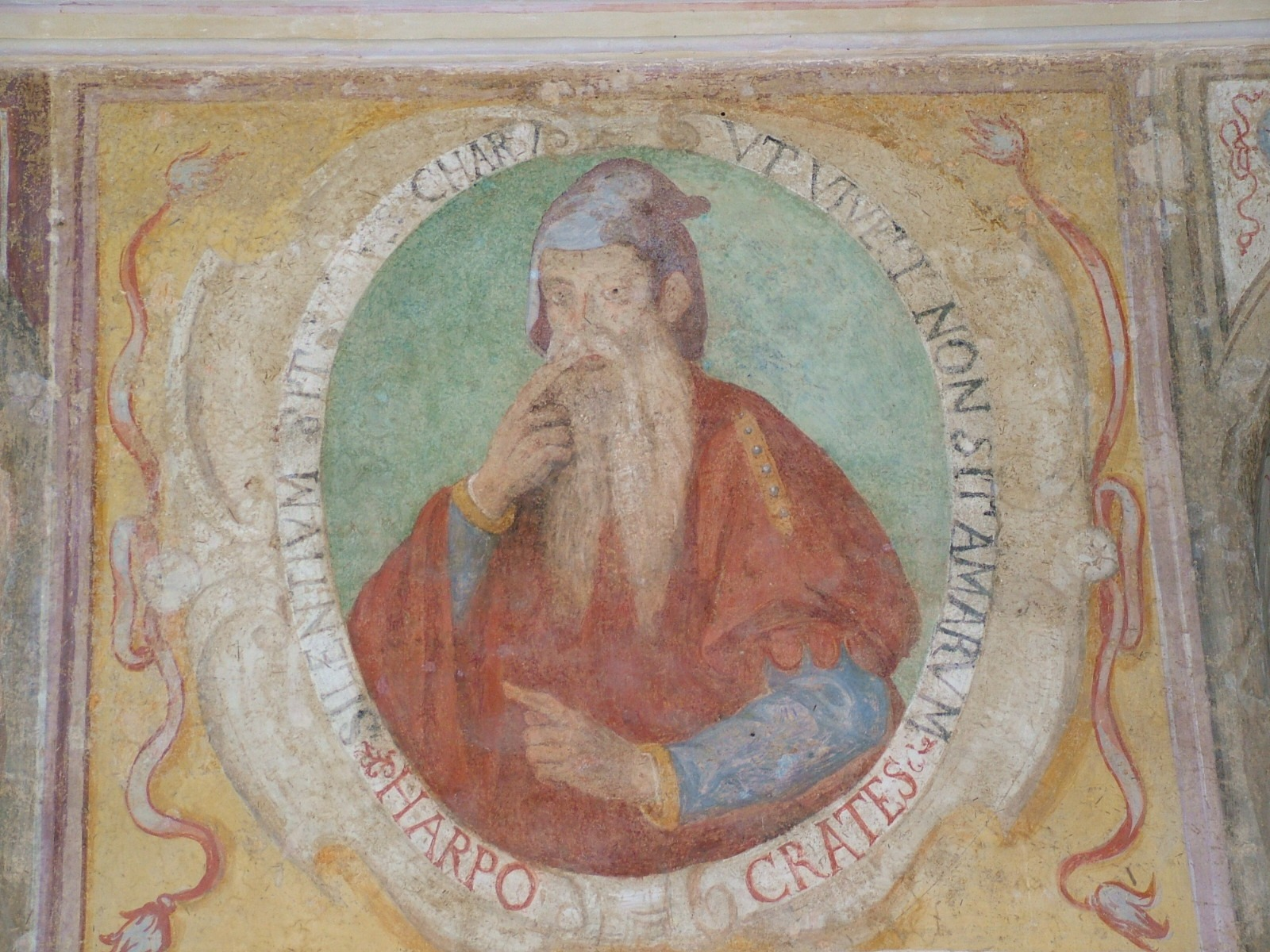
Arpocrate
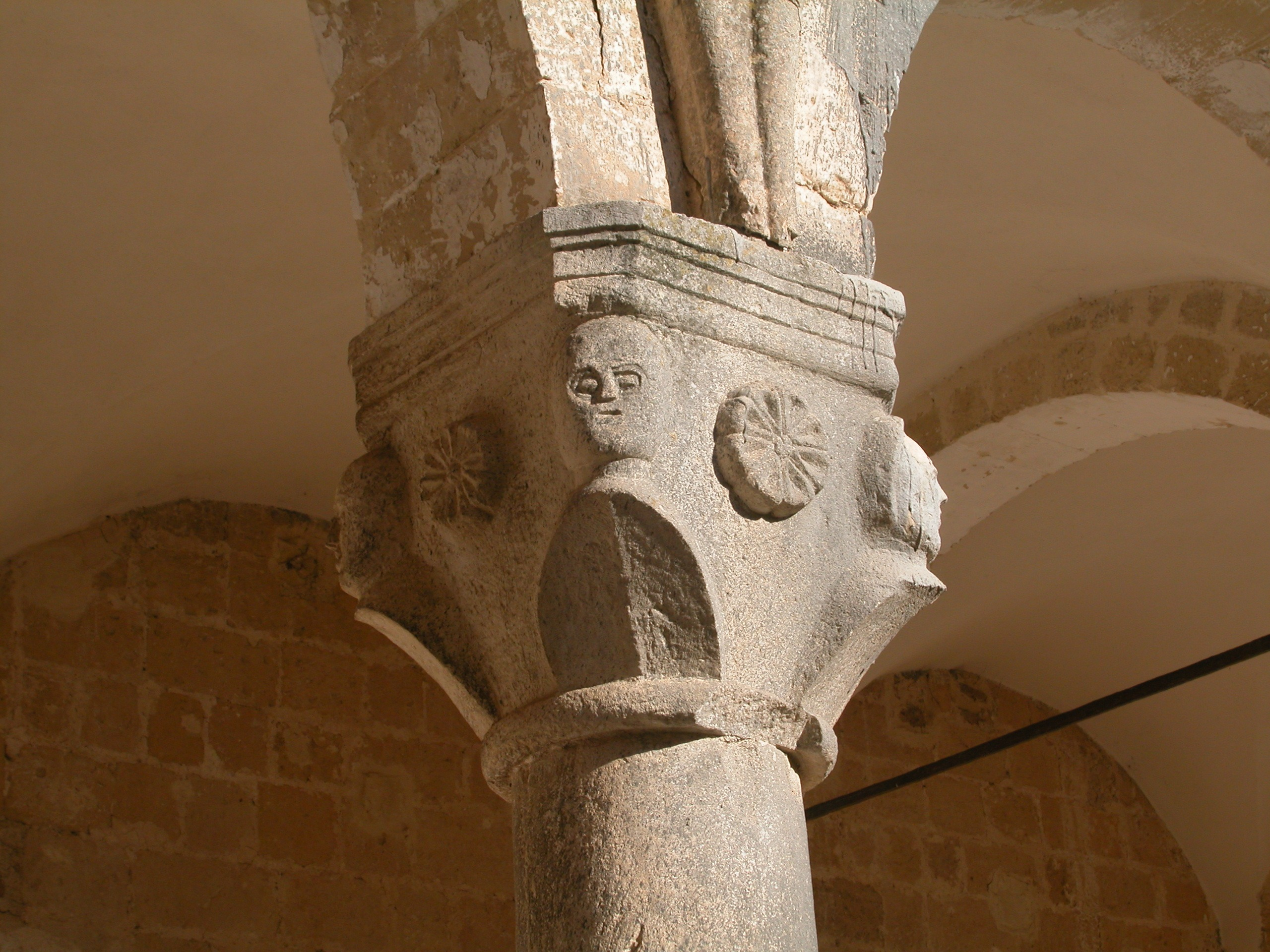
Altro capitello
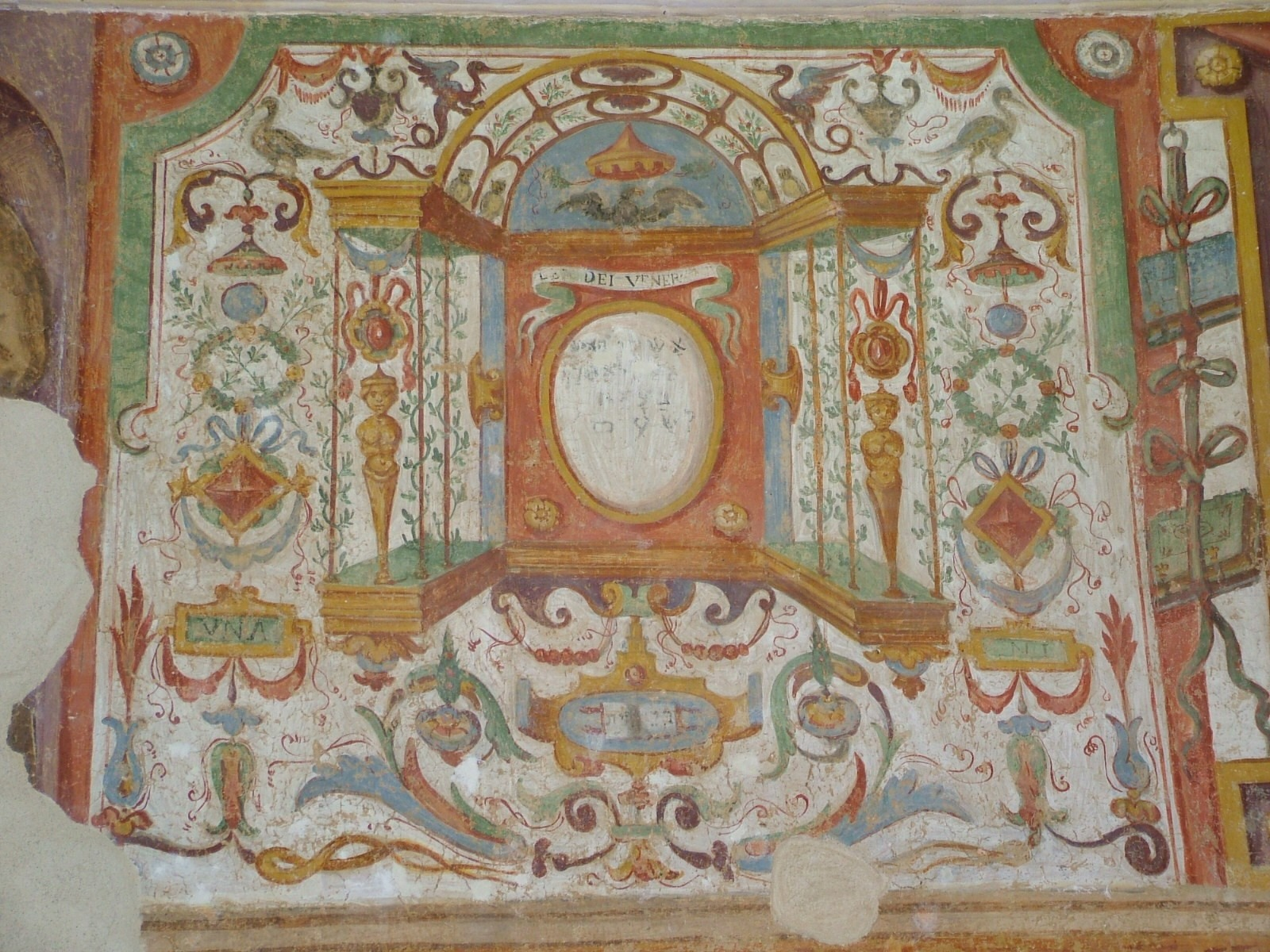
Affresco della Biblioteca
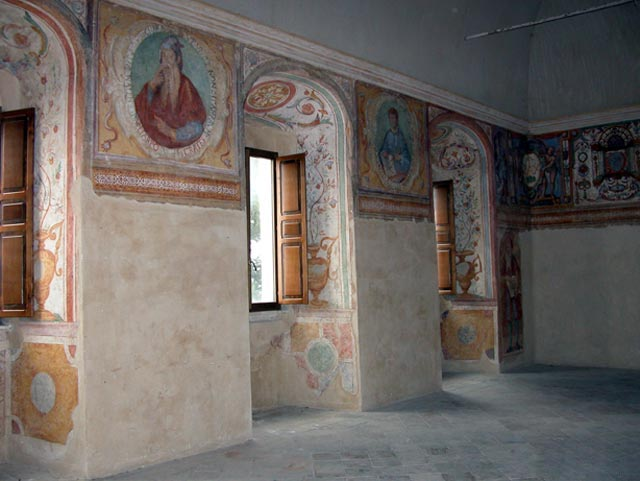
Interno, piano superiore